# Парк курорту «Великий Любінь»
Парк куро́рту «Вели́кий Лю́бінь» — парк-пам'ятка садово-паркового мистецтва місцевого значення в Україні. Розташований у межах Львівського району Львівської області, в західній частині смт Великий Любінь, на території бальнеологічного курорту «Великий Любінь» (вул. Львівська, 16). 
Площа 12 га. Статус надано 1984 року. Перебуває у віданні адміністрації курорту «Великий Любінь». 
Статус надано для збереження парку, закладеного у XVIII ст. У парку розташована гідрологічна пам'ятка природи — Свердловина 1-К курорту «Любінь Великий», а також джерела сірководневої води типу «Мацеста» і торф'яні багна (грязі).